# Mambí (película)
Mambí es una película dirigida por los hermanos Ríos, estrenada el 22 de mayo de 1998. Pertenece a una serie de películas dirigidas y producidas en parte por estos mismos autores, donde se intenta documentar aspectos históricos y sociales de los habitantes de las Islas Canarias.

## Argumento
Goyo es un joven canario que es reclutado por el ejército español para luchar contra los guerrilleros mambises en la Guerra de Independencia cubana (1895-1898). En Cuba visita a sus tíos, ambos miembros secretos de la insurgencia cubana. Conoce a Ofelia, una cubana de la que se enamora y que lo utiliza, sin saberlo él, para pasar mensajes a sus camaradas. Durante la contienda, Goyo deserta del bando español y se une a los guerrilleros cubanos. Su profesión de cabuquero será útil en la guerra.